# Pandemia di COVID-19 a Cipro
Il primo caso della pandemia di COVID-19 a Cipro è stato confermato il 9 marzo 2020.

## Antefatti
Il 12 gennaio 2020, l'Organizzazione mondiale della sanità (OMS) ha confermato che un nuovo coronavirus era la causa di una nuova infezione polmonare che aveva colpito diversi abitanti della città di Wuhan, nella provincia cinese dell'Hubei, il cui caso era stato portato all'attenzione dell'OMS il 31 dicembre 2019.
Sebbene nel tempo il tasso di mortalità del COVID-19 si sia rivelato decisamente più basso di quello dell'epidemia di SARS che aveva imperversato nel 2003, la trasmissione del virus SARS-CoV-2, alla base del COVID-19, è risultata essere molto più ampia di quella del precedente virus del 2003, ed ha portato a un numero totale di morti molto più elevato.
Il 5 maggio 2023, l'Organizzazione mondiale della sanità dichiara ufficialmente la fine della pandemia.

## Andamento dei contagi
| Data                                                                          | Data       |  | Numero di casi | Numero di morti |
| ----------------------------------------------------------------------------- | ---------- |  | -------------- | --------------- |
| 09-03-2020                                                                    | 09-03-2020 |  | 2(N.D.)        |                 |
| 10-03-2020                                                                    | 10-03-2020 |  | 2(=)           |                 |
| 11-03-2020                                                                    | 11-03-2020 |  | 6(+200%)       |                 |
| 12-03-2020                                                                    | 12-03-2020 |  | 10(+67%)       |                 |
| 13-03-2020                                                                    | 13-03-2020 |  | 21(+110%)      |                 |
| 14-03-2020                                                                    | 14-03-2020 |  | 26(+24%)       |                 |
| 15-03-2020                                                                    | 15-03-2020 |  | 33(+27%)       |                 |
| 16-03-2020                                                                    | 16-03-2020 |  | 46(+39%)       |                 |
| 17-03-2020                                                                    | 17-03-2020 |  | 49(+7%)        |                 |
| 18-03-2020                                                                    | 18-03-2020 |  | 58(+18%)       |                 |
| 19-03-2020                                                                    | 19-03-2020 |  | 67(+16%)       |                 |
| 20-03-2020                                                                    | 20-03-2020 |  | 75(+12%)       |                 |
| 21-03-2020                                                                    | 21-03-2020 |  | 84(+12%)       | 1               |
| 22-03-2020                                                                    | 22-03-2020 |  | 95(+13%)       | 1(=)            |
| 23-03-2020                                                                    | 23-03-2020 |  | 116(+22%)      | 1(=)            |
| 24-03-2020                                                                    | 24-03-2020 |  | 124(+7%)       | 3(+200%)        |
| 25-03-2020                                                                    | 25-03-2020 |  | 132(+6%)       | 3(=)            |
| 26-03-2020                                                                    | 26-03-2020 |  | 146(+11%)      | 3(=)            |
| 27-03-2020                                                                    | 27-03-2020 |  | 162(+11%)      | 6(+100%)        |
| 28-03-2020                                                                    | 28-03-2020 |  | 179(+10%)      | 7(+17%)         |
| 29-03-2020                                                                    | 29-03-2020 |  | 214(+20%)      | 8(+14%)         |
| 30-03-2020                                                                    | 30-03-2020 |  | 230(+7%)       | 8(=)            |
| 31-03-2020                                                                    | 31-03-2020 |  | 262(+14%)      | 10(+25%)        |
| 01-04-2020                                                                    | 01-04-2020 |  | 320(+22%)      | 12(+20%)        |
| 02-04-2020                                                                    | 02-04-2020 |  | 356(+11%)      | 12(=)           |
| 03-04-2020                                                                    | 03-04-2020 |  | 396(+11%)      | 13(+8%)         |
| 04-04-2020                                                                    | 04-04-2020 |  | 426(+8%)       | 14(+8%)         |
| 05-04-2020                                                                    | 05-04-2020 |  | 446(+5%)       | 14(=)           |
| 06-04-2020                                                                    | 06-04-2020 |  | 465(+4%)       | 14(=)           |
| 07-04-2020                                                                    | 07-04-2020 |  | 494(+6%)       | 14(=)           |
| 08-04-2020                                                                    | 08-04-2020 |  | 526(+6%)       | 14(=)           |
| 09-04-2020                                                                    | 09-04-2020 |  | 564(+7%)       | 15(+7%)         |
| 10-04-2020                                                                    | 10-04-2020 |  | 595(+6%)       | 15(=)           |
| 11-04-2020                                                                    | 11-04-2020 |  | 616(+4%)       | 15(=)           |
| 12-04-2020                                                                    | 12-04-2020 |  | 633(+3%)       | 16(+7%)         |
| 13-04-2020                                                                    | 13-04-2020 |  | 662(+5%)       | 17(+6%)         |
| 14-04-2020                                                                    | 14-04-2020 |  | 695(+5%)       | 17(=)           |
| 15-04-2020                                                                    | 15-04-2020 |  | 715(+3%)       | 17(=)           |
| 16-04-2020                                                                    | 16-04-2020 |  | 735(+3%)       | 17(=)           |
| 17-04-2020                                                                    | 17-04-2020 |  | 750(+2.0%)     | 17(=)           |
| 18-04-2020                                                                    | 18-04-2020 |  | 761(+1.5%)     | 17(=)           |
| 19-04-2020                                                                    | 19-04-2020 |  | 767(+0.8%)     | 17(=)           |
| 20-04-2020                                                                    | 20-04-2020 |  | 772(+0.7%)     | 17(=)           |
| 21-04-2020                                                                    | 21-04-2020 |  | 784(+1.6%)     | 17(=)           |
| 22-04-2020                                                                    | 22-04-2020 |  | 790(+0.8%)     | 18(+6%)         |
| 23-04-2020                                                                    | 23-04-2020 |  | 795(+0.6%)     | 18(=)           |
| 24-04-2020                                                                    | 24-04-2020 |  | 804(+1.1%)     | 19(+6%)         |
| 25-04-2020                                                                    | 25-04-2020 |  | 810(+0.8%)     | 19(=)           |
| 26-04-2020                                                                    | 26-04-2020 |  | 817(+0.9%)     | 19(=)           |
| 27-04-2020                                                                    | 27-04-2020 |  | 822(+0.6%)     | 20(+5%)         |
| 28-04-2020                                                                    | 28-04-2020 |  | 837(+1.8%)     | 20(=)           |
| 29-04-2020                                                                    | 29-04-2020 |  | 843(+0.7%)     | 20(=)           |
| 30-04-2020                                                                    | 30-04-2020 |  | 850(+0.8%)     | 20(=)           |
| 01-05-2020                                                                    | 01-05-2020 |  | 857(+0.8%)     | 20(=)           |
| 02-05-2020                                                                    | 02-05-2020 |  | 864(+0.8%)     | 20(=)           |
| 03-05-2020                                                                    | 03-05-2020 |  | 872(+0.9%)     | 20(=)           |
| 04-05-2020                                                                    | 04-05-2020 |  | 874(+0.23%)    | 20(=)           |
| 05-05-2020                                                                    | 05-05-2020 |  | 878(+0.46%)    | 21(+5%)         |
| 06-05-2020                                                                    | 06-05-2020 |  | 883(+0.57%)    | 21(=)           |
| 07-05-2020                                                                    | 07-05-2020 |  | 889(+0.68%)    | 21(=)           |
| 08-05-2020                                                                    | 08-05-2020 |  | 891(+0.22%)    | 21(=)           |
| 09-05-2020                                                                    | 09-05-2020 |  | 892(+0.11%)    | 21(=)           |
| 10-05-2020                                                                    | 10-05-2020 |  | 898(+0.67%)    | 22(+5%)         |
| 11-05-2020                                                                    | 11-05-2020 |  | 901(+0.33%)    | 22(=)           |
| 12-05-2020                                                                    | 12-05-2020 |  | 903(+0.22%)    | 23(+5%)         |
| 13-05-2020                                                                    | 13-05-2020 |  | 905(+0.22%)    | 24(+4%)         |
| 14-05-2020                                                                    | 14-05-2020 |  | 907(+0.22%)    | 24(=)           |
| 15-05-2020                                                                    | 15-05-2020 |  | 910(+0.33%)    | 24(=)           |
| 16-05-2020                                                                    | 16-05-2020 |  | 914(+0.44%)    | 24(=)           |
| 17-05-2020                                                                    | 17-05-2020 |  | 916(+0.22%)    | 24(=)           |
| 18-05-2020                                                                    | 18-05-2020 |  | 917(+0.11%)    | 24(=)           |
| 19-05-2020                                                                    | 19-05-2020 |  | 918(+0.11%)    | 24(=)           |
| 20-05-2020                                                                    | 20-05-2020 |  | 922(+0.44%)    | 24(=)           |
| 21-05-2020                                                                    | 21-05-2020 |  | 923(+0.11%)    | 24(=)           |
| 22-05-2020                                                                    | 22-05-2020 |  | 927(+0.44%)    | 24(=)           |
| 23-05-2020                                                                    | 23-05-2020 |  | 927(=)         | 24(=)           |
| 24-05-2020                                                                    | 24-05-2020 |  | 935(+0.86%)    | 24(=)           |
| 25-05-2020                                                                    | 25-05-2020 |  | 937(+0.21%)    | 24(=)           |
| 26-05-2020                                                                    | 26-05-2020 |  | 939(+0.21%)    | 24(=)           |
| 27-05-2020                                                                    | 27-05-2020 |  | 939(=)         | 24(=)           |
| 28-05-2020                                                                    | 28-05-2020 |  | 941(+0.21%)    | 24(=)           |
| 29-05-2020                                                                    | 29-05-2020 |  | 942(+0.11%)    | 24(=)           |
| 30-05-2020                                                                    | 30-05-2020 |  | 943(+0.11%)    | 24(=)           |
| 31-05-2020                                                                    | 31-05-2020 |  | 944(+0.11%)    | 24(=)           |
| 01-06-2020                                                                    | 01-06-2020 |  | 949(+0.53%)    | 24(=)           |
| 02-06-2020                                                                    | 02-06-2020 |  | 952(+0.32%)    | 24(=)           |
| 03-06-2020                                                                    | 03-06-2020 |  | 958(+0.63%)    | 24(=)           |
| 04-06-2020                                                                    | 04-06-2020 |  | 958(=)         | 24(=)           |
| 05-06-2020                                                                    | 05-06-2020 |  | 960(+0.21%)    | 24(=)           |
| 06-06-2020                                                                    | 06-06-2020 |  | 960(=)         | 25(+4%)         |
| 07-06-2020                                                                    | 07-06-2020 |  | 964(0.42%)     | 25(=)           |
| 08-06-2020                                                                    | 08-06-2020 |  | 970(0.62%)     | 25(=)           |
| 09-06-2020                                                                    | 09-06-2020 |  | 972(0.21%)     | 25(=)           |
| 10-06-2020                                                                    | 10-06-2020 |  | 974(0.21%)     | 25(=)           |
| 11-06-2020                                                                    | 11-06-2020 |  | 975(0.1%)      | 25(=)           |
| 12-06-2020                                                                    | 12-06-2020 |  | 980(0.51%)     | 25(=)           |
| 13-06-2020                                                                    | 13-06-2020 |  | 980(=)         | 25(=)           |
| 14-06-2020                                                                    | 14-06-2020 |  | 983(+0.3%)     | 25(=)           |
| 15-06-2020                                                                    | 15-06-2020 |  | 985(+0.2%)     | 25(=)           |
| 16-06-2020                                                                    | 16-06-2020 |  | 985(=)         | 25(=)           |
| 17-06-2020                                                                    | 17-06-2020 |  | 985(=)         | 25(=)           |
| 18-06-2020                                                                    | 18-06-2020 |  | 985(=)         | 26(+4%)         |
| 19-06-2020                                                                    | 19-06-2020 |  | 985(=)         | 26(=)           |
| 20-06-2020                                                                    | 20-06-2020 |  | 985(=)         | 26(=)           |
| Fonti: - Ministero della salute - Ultimo aggiornamento: 20.06.2020, 11:00 GMT |            |  |                |                 |

## Cronologia
Il 9 marzo 2020, Cipro ha confermato i suoi primi due casi: un uomo di 25 anni di Limassol che era tornato dall'Italia e un professionista sanitario di 64 anni di Nicosia che era tornato dal Regno Unito.
L'11 marzo Cipro ha confermato altri quattro casi: due greco-ciprioti che erano tornati dal Regno Unito il giorno prima e un tassista di Paphos, il cui nipote è stato anche ricoverato in ospedale. Tutti e tre gli uomini furono portati all'Ospedale Generale di Famagosta.
Il 12 marzo sono stati confermati quattro nuovi casi: una persona che aveva viaggiato nel Regno Unito e contattato le autorità dopo aver sviluppato i sintomi, una persona che era tornata dall'Italia, una persona con sintomi dopo il ritorno dalla Grecia e una persona che stava tornando dalla Germania senza sintomi.
Il 13 marzo sono stati confermati 11 nuovi casi. Il presidente Nicos Anastasiades, in un'apparizione speciale, ha annunciato la chiusura di tutte le frontiere ad eccezione dei cittadini residenti per 15 giorni dal 15 marzo.
Il 21 marzo è stata confermata la prima morte.
All'inizio di maggio, sono iniziati i voli di rimpatrio per i ciprioti e i residenti legali ciprioti nel Regno Unito; all'arrivo, tutti coloro che rientravano nel Paese erano tenuti a trascorrere almeno due settimane in quarantena in alcuni hotel designati e finanziati dal governo.
Il 16 maggio, pochi giorni dopo che alcuni studenti erano tornati a scuola a causa dell'allentamento delle restrizioni, sono stati confermati 4 nuovi casi tra gli studenti e tra i membri del personale.
Il 21 maggio, il blocco è terminato e sono proseguiti i voli di rimpatrio, anche se quelli che tornano nel paese non devono più essere messi in quarantena per due settimane. Il governo ha anche annunciato che gli aeroporti riapriranno completamente il 9 giugno, anche se i voli da paesi fortemente colpiti dal virus, in particolare dal Regno Unito e dalla Russia, da dove provengono i due maggiori gruppi turistici di Cipro, non saranno consentiti fino a nuovo avviso.
Il 23 maggio non sono stati segnalati nuovi casi per la prima volta dal 23 aprile.

## Cipro del Nord

### Cronologia
Il 10 marzo 2020, il ministro della Salute Ali Pilli ha confermato il primo caso di COVID-19 in Cipro del Nord, si trattava di un turista di 65 anni proveniente dalla Germania, mentre la prima morte è stata annunciata il 28 marzo dello stesso anno.
Il 17 marzo, è stato reso noto che le elezioni presidenziali nord-cipriote del 2020 sarebbero state posticipate di 6 mesi a causa dell'epidemia.
Il 30 marzo, il Consiglio dei Ministri ha imposto un coprifuoco nel paese fino al 5 aprile dalle 21:00 alle 6:00 per arginare la diffusione del virus.

### Gestione della pandemia
L'11 marzo 2020, il ministro degli Esteri Kudret Özersay in un tweet ha dichiarato che i voli da Germania, Francia e Italia verso il paese erano stati sospesi fino al 1º aprile 2020.
Il 12 marzo, il governo ha chiuso le scuole e vietato le riunioni di massa come misura precauzionale per prevenire la diffusione del coronavirus.
Il 5 maggio 2023, l'Organizzazione mondiale della sanità dichiara ufficialmente la fine della pandemia.